# Fenneropenaeus indicus
Fenneropenaeus indicus is een tienpotigensoort uit de familie van de Penaeidae. De wetenschappelijke naam van de soort werd in 1837 voor het eerst geldig gepubliceerd door Henri Milne-Edwards.